# Jean-Paul L'Allier
Jean-Paul L'Allier (Hudson, 12 d'agost de 1938 - Quebec, 5 de gener de 2016) va ser un polític canadenc, membre durant dos mandats de l'Assemblea Nacional de Quebec (MNA) i l'alcalde número 38 de la ciutat de Quebec.

## Antecedents
L'Allier va néixer a Hudson, Montérégie el 1938. Va obtenir el grau en Dret en la Universitat d'Ottawa. Es va dedicar a la pràctica de l'advocacia a les regions d'Ottawa i Outaouais durant la dècada de 1960. Va treballar per al diari Le Devoir de Mont-real en la dècada de 1980. Es va autoproclamar liberal, sobiranista i socialdemòcrata.

## Membre de l'Assemblea Nacional
L'Allier es va convertir en candidat a l'Assemblea Nacional de Quebec en el districte Deux-Montagnes. Va ser després candidat liberal i alcalde de Guy Léveillée de Saint-Eustache, Laurentides. Es va retirar de la professió en les eleccions de 1970. Va guanyar la nominació Liberal contra altres dos candidats i, posteriorment, va guanyar l'elecció. Va ser reelegit en les eleccions de 1973.